# 哈格曼峰
71°43′S 70°48′W / 71.717°S 70.800°W
哈格曼峰（英語：Hageman Peak）是南極洲的山峰，位於亞歷山大一世島南部，處於斯特卡托峰西北端，海拔高度約940米，該山峰現時由南極條約體系管理。